# Muehlenbeckia tiliifolia
Muehlenbeckia tiliifolia är en slideväxtart som beskrevs av Hugh Algernon Weddell. Muehlenbeckia tiliifolia ingår i släktet sliderankor, och familjen slideväxter. Utöver nominatformen finns också underarten M. t. glabra.